# Cheng Biguang
Cheng Biguang (1861-1918) est un amiral chinois actif durant l'époque des seigneurs de guerre (1916-1928). Lorsque Duan Qirui refuse de valider la constitution, Cheng et l'amiral Lin Baoyi naviguent avec leurs flottes vers le Sud pour rejoindre le mouvement de protection de la constitution de Sun Yat-sen.